# Lévai Sándor (bábművész)
| Lévai Sándor (bábművész)                  | Lévai Sándor (bábművész)                  |
| Kattints az alábbi külső linkek egyikére! | Kattints az alábbi külső linkek egyikére! |
| ----------------------------------------- | ----------------------------------------- |
| Nem található szabad kép.(?)              |                                           |
| külső link · jogvédett                    | Lévai Sándor munkában                     |

Lévai Sándor (Balassagyarmat, 1930. augusztus 3. – Budapest, 1997. január 4.) magyar bábművész, báb- és díszlettervező; legismertebb munkája a Süsü, a sárkány című  bábfilmsorozat címszereplőjének, Süsünek a  figurája.

## Életpályája
Lévai Sándor 1930-ban született a Nógrád vármegyei Balassagyarmaton. 1949–1954 között elvégezte a Magyar Iparművészeti Főiskola Színpadtervező Főtanszakának díszlettervezői szakát; Bod László, Miháltz Pál, Oláh Gusztáv és Varga Mátyás mestertanárok keze alatt.
Első munkahelye 1954-ben a Kecskeméti Katona József Színház volt, ahol díszlettervezőként állt munkába. 1955–1956 között a Budapesti Állami Bábszínházban, majd 1956–1958 között a győri bábszínházban dolgozott ösztöndíjasként, majd díszlettervezőként és bábszínészként. 1960–1983 között a Magyar Rádió és Televízió alkalmazta mint báb- és díszlettervező művész. Emellett több szerepet kapott  bábjátszó művészként, ő mozgatta a János vitéz címszereplőjét is.
Lévai Sándor nevéhez több – mára klasszikussá vált – televíziós mesefilm díszleteinek és bábjainak tervezése fűződik. Az  1962–1979 között sugárzott Mi újság a Futrinka utcában c. sorozathoz Bródy Verával közösen tervezett bábfigurákat, a mesék forgatókönyveit Bálint Ágnes (1922–2008) televíziós szerkesztő írta. Majd következett a Holló király, a János vitéz, Csupafül, Rémusz bácsi meséi, Zsebtévé figurái, végül a (talán) legismertebb, a Süsü, a sárkány c. sorozat, amelynek címszereplőjét, Süsü figuráját Lévai tervezte és alkotta meg.
A Magyar Televízió 1976 karácsonyán mutatta be az új bábfilmsorozatot, amelynek meséjét Csukás István írta, zenéjét Bergendy István szerezte, dramaturgja Takács Vera, a báb- és díszlettervező Lévai Sándor volt. A filmsorozatot Szabó Attila (1935–1998) rendezte. Süsü, a jólelkű, egyfejű sárkány „magyar hangját” Bodrogi Gyula kölcsönözte, magát a bábot Kemény Henrik (Pehartz Imrével együtt) bábművész mozgatta, a Népművészet mestere, aki munkásságáért jóval később, 2005-ben Kossuth-díjat is kapott.
Rádiós, televíziós évei alatt, 1979-től kezdve „Interdiszciplináris Tudományos Diákkört” és nyári egyetemeket szervezett szakértelmiségiek (építészek, közgazdászok, orvosok, szociológusok) bevonásával. Lévai Sándor elképzelése szerint olyan komplex életmód mintáját, egyfajta „ideális lakóközösség” megvalósítását keresték, amelynek kereteit maguk a részt vevő lakótársak terveznék meg és alakítanák ki.
Tagja volt a Bábművészet Nemzetközi Szövetségének, a Charleville-Mézières-i székhelyű UNIMÁnak (Union Internationale de la Marionnette), a honi szakmai egyesüléseknek, a Színházművészeti Szövetségnek és a Film- és TV-Művészeti Szövetségnek is. Munkáival rendszeresen szerepelt az UNIMA kiállításain, a Magyar Televízió díszlet- és jelmeztervezőinek szakkiállításain.

## Színdarabok
Forrás: A Bábszínház adattára 1949–1959
- Tündér Ibrinkó (1955) díszlettervezőként
- Misi Mókus újabb kalandjai (1955) díszlettervezőként
- Babvirág (1955) díszlettervezőként
- Bűvös tűzszerszám (1955) díszlettervezőként
- Százszorszép (1956) díszlettervezőként
- Csalaváry Csalavér (1957) díszlettervezőként
- Ezüstfurulya (1957) díszlettervezőként
- Jancsi és Juliska (1957) díszlettervezőként
- Szőke Ciklon (1958) díszlettervezőként
- Szarvaskirály (1959) díszlettervezőként
- Ludas Matyi (1994) báb- és díszlettervezőként
- Hófehérke és a hét törpe (1995) bábtervezőként
- Vándorsárkány, avagy mert minden kedden élni jó! (1995) bábtervezőként

## Bábfilmjei
- Holló király
- János vitéz
- A nagyeszű sündisznócska (1961-1963) (fekete-fehér változat)
- Mi újság a Futrinka utcában? (1962–1967)
- Mazsola (1964–1966) - Díszlettervezőként
- Zsebtévé (1965-1979)
- Rémusz bácsi meséi (1967)
- Csupafül (1967–1970)
- Mazsola és Tádé (1969–1971) - Díszlettervezőként
- Süsü, a sárkány (1976–1984)
- Futrinka utca (1979)
- A nagyeszű sündisznócska (1980) (színes változat)
- Százszorszép (1982)
- Nyúl a cilinderben (1983)
- Tapsikáné fülönfüggője (1985)
- A csodálatos nyúlcipő (1987)
- Csillagvitéz (1987)
- Dörmögőék kalandjai (1987–1990)
- Dús király madara (1988)
- Majomparádé (1994)
- Süsü Koncert (1994) (koncertfilm)

## Külső hivatkozások
- Lévai Sándor a PORT.hu-n (magyarul)
- Lévai Sándor az Internet Movie Database oldalon (angolul)
- Lévai Sándor a Facebook.com-n
- Lévai Sándor a WordPress.com-n
- Lévai Sándor - Művészet Nógrádban